# Automotor Bugatti
El Automotor Bugatti (el Wagon Rapide WR, según el nombre del fabricante) fue concebido en 1932 por la oficina de diseño de Ettore Bugatti. Este vehículo ferroviario autopropulsado se construyó utilizando técnicas del sector del automóvil en tan solo nueve meses, con el fin de vender los motores sobrantes del Bugatti Type 41 "Royale", un automóvil de prestigio que fue un fracaso comercial. 

## Técnica
El autorraíl funcionaba con cuatro motores de gasolina de 8 cilindros en línea y 12 750 cm3 cada uno. Disponían de árbol de levas en cabeza y de dos carburadores Zenith: la potencia de cada motor era (para su uso ferroviario) de 200 CV a 2000 rpm. 
Los motores estaban acoplados por parejas, en conexión directa con una transmisión hidromecánica en bogies con 4 ejes y ruedas "elásticas". La carrocería era muy ligera y aerodinámica, y se utilizaban frenos de tambor. La cabina del conductor estaba dispuesta en una carlinga que sobresalía del techo, en el centro del coche según su longitud, justo por encima de los cuatro motores.

## Historia

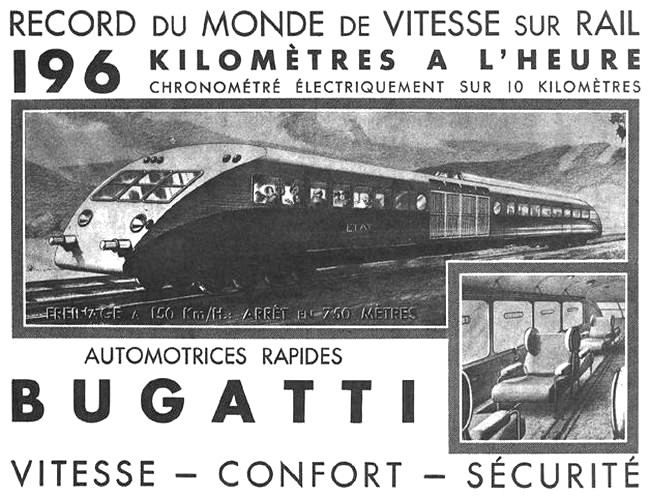
Récord mundial de velocidad en 1935

Este automotor es uno de los primeros trenes rápidos modernos del mundo. El primer prototipo construido en Alsacia, estuvo listo en la primavera de 1933 y sus prestaciones eran espectaculares, alcanzando los 172 km/h durante las pruebas. 
El primer modelo (con una cabina única para 48 viajeros) se puso en servicio por la red de la Compañía Estatal de Ferrocarriles (Estado) en el trayecto París-Deauville en mayo de 1933, servicio que se prestaba con una velicidad media de 116 km/h. En febrero de 1934 se entregó la segunda unidad. Entre estas dos fechas, la red estatal, a través de su director Raoul Dautry, había encargado la entrega de otros dos coches en julio y octubre de 1934. El 24 de octubre de 1934, uno de los dos primeros automotores alcanzó los 192 km/h entre Le Mans y Connerré. En mayo de 1934, el Estado encargó una nueva serie de otras 5 unidades. 
Estas máquinas fueron utilizadas por las Redes Estatales, la Compañía Ferroviaria París-Lyon-Mediterráneo (PLM), la Administración de Ferrocarriles de Alsacia y Lorena (AL) y luego por la Sociedad Nacional de los Ferrocarriles Franceses (SNCF). Sin embargo, sus costes de explotación rápidamente se consideraron demasiado altos, dado el consumo muy alto de los cuatro motores, el aumento en los precios del combustible y los reiterados problemas de fiabilidad mecánica. 
La retirada definitiva del servicio comercial tuvo lugar en 1958. Se construyeron un total de 88 automotores en diferentes modelos: 
- 9 WR simples "presidenciales" para el Estado;
- 3 WR dobles para la PLM;
- 7 WR triples (2 al Estado, 2 AL y 3 SNCF);
- 13 WL cortos (vagón ligero) (5 al Estado, 2 AL y 6 PLM), equipados con solo dos motores Royal-41, es decir, con 400 CV;
- 28 WL extendidos (18 PLM y 10 al Estado);
- 28 WL extra extendidos (15 al Estado, 1 AL, 10 PLM y 2 SNCF);
- 5 remolques para los WR simples, destinados al Estado.

## Particularidades

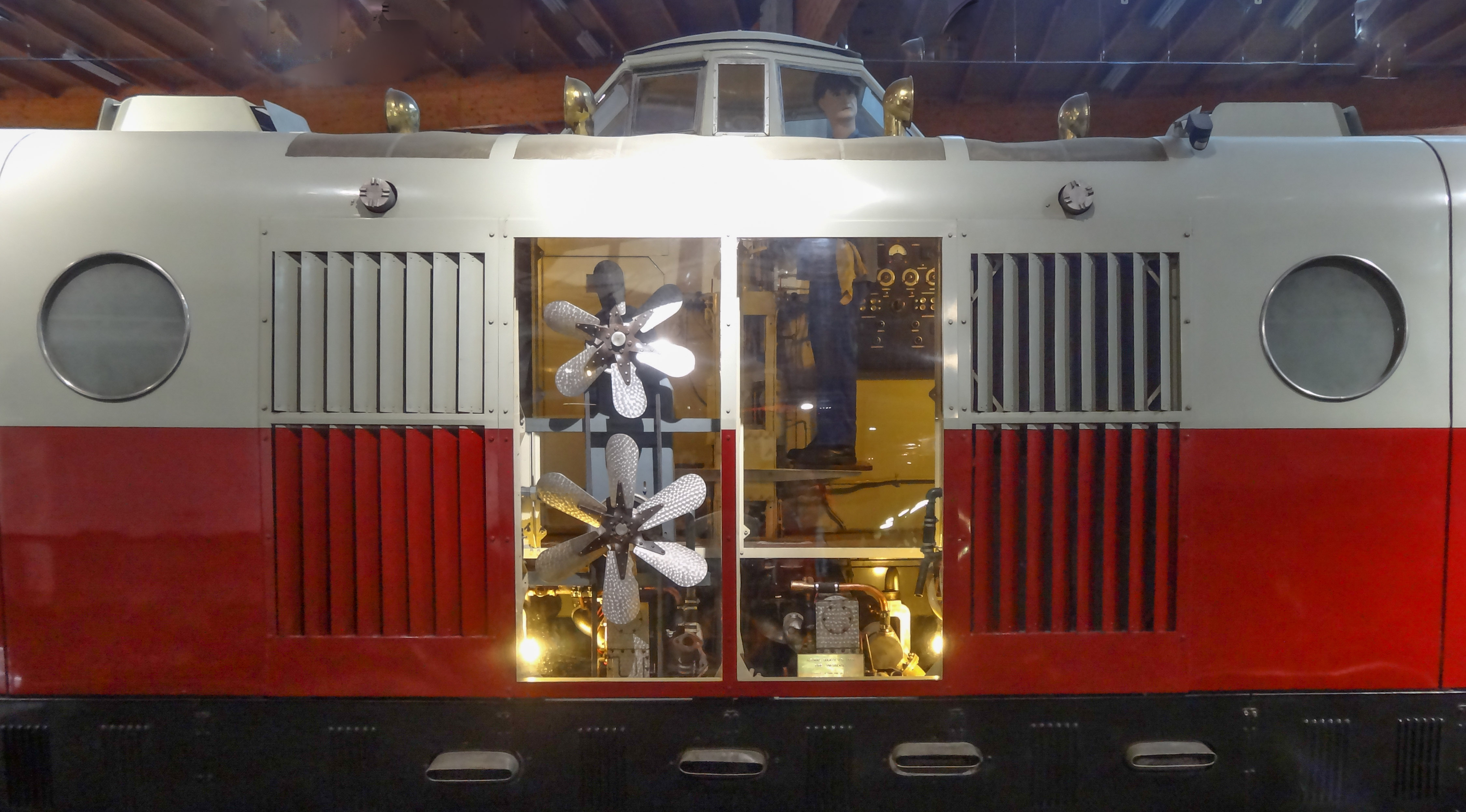
Vista de la cabina del coche Bugatti

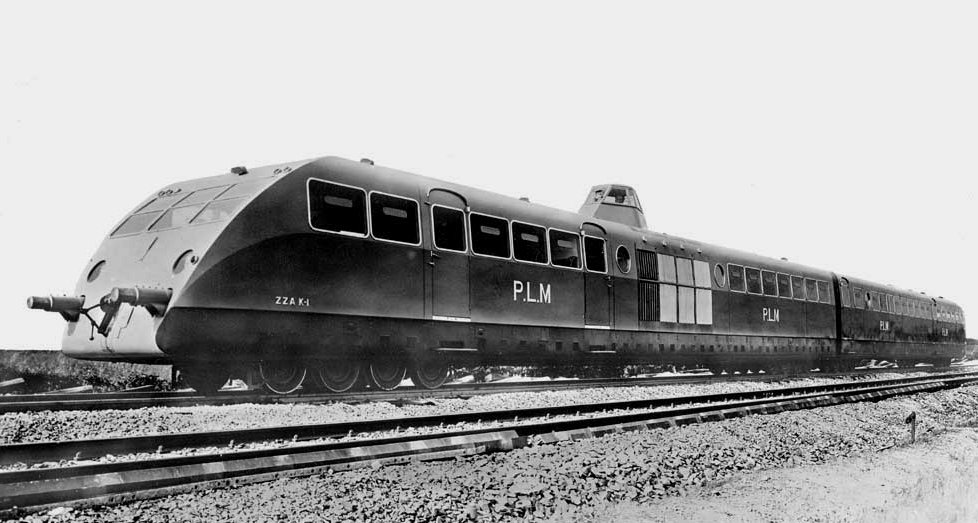
WR doble ZZA K 1 del PLM

- Los 13 WL cortos se transformaron en remolques después de 1945.
- Los WL y WR dobles y triples estaban equipados con cajas de cambios Cotal de dos velocidades para facilitar el arranque, lo que complicaba la conducción directa.
- Los frenos, aunque efectivos, tenían el inconveniente de desgastar los revestimientos del tambor muy rápidamente.
- La visibilidad desde la posición elevada del operador era deficiente (especialmente en los WR dobles y triples) porque se requería un operador en cada extremo para indicar al conductor la distancia a un parachoques o para guiarlo durante una maniobra de acoplamiento.
- Puede verse un automotor Bugatti al final de la película La bestia humana.

## Máquinas conservadas
Una copia del llamado Bugatti "presidencial" (porque fue utilizado por el presidente Albert Lebrun para su viaje a la inauguración de la terminal del ferry de Cherbourgo) se conserva en la Cité du train en Mulhouse. Este automotor, con la numeración ZZy 24408 para el Estado y luego XB 1008 según el SNCF, es un vehículo antiguo del parque de servicios, donde se utilizó para el control del funcionamiento de las señales hasta 1970, fecha de su retirada. Profundamente modificado, alberga un pequeño laboratorio con tres alternadores, varias baterías, voltímetros, amperímetros y osciloscopios. También incluía cuatro literas para permitir el alojamiento del personal durante las paradas prolongadas en pequeñas localidades.
Un segundo Bugatti ha estado estacionado en Bédarieux y luego en Lodève. Olvidado por la SNCF en una vía de servicio, había sido comprado por una asociación para la creación de un pequeño museo ferroviario. Finalmente fue achatarrado (y no enterrado bajo el movimiento de tierra de la nueva Ruta Nacional 9, como se puede leer con demasiada frecuencia).

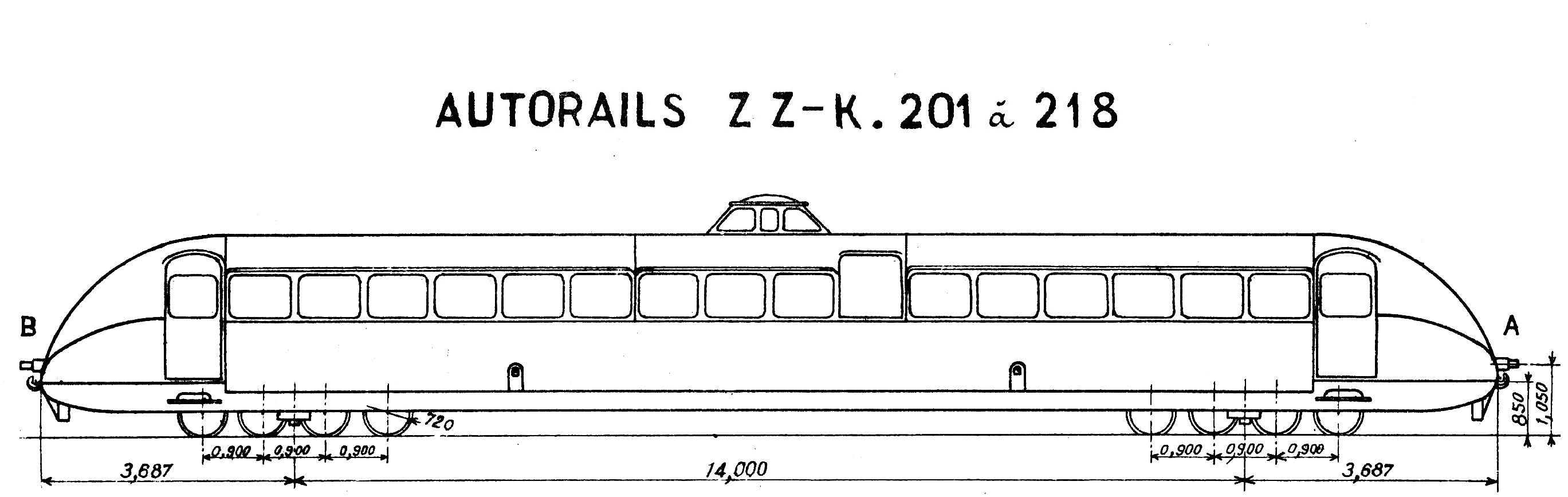
Plano del WL alargado ZZ K 201 a 218 del PLM

## Modelismo
Se han reproducido varios vagones Bugatti a escala HO: 
- WR individuales: Jouef, Fulgurex (latón) y Atlas Publishing (modelo estático principalmente en plástico, como parte de la colección de VPC "Michelines et Autorails")
- WR dobles: Fulgurex (latón) y Atlas Publishing (modelo estático principalmente en plástico, como parte de la colección de VPC "Michelines et Autorails")
- WL cortos: por el artesano Locoset Loisir (Artmetal-LSL) (kit de latón para ensamblar)
- WL alargados: por el artesano Locoset Loisir (Artmetal-LSL) (kit de latón para ensamblar)
- WL superalargados: por la firma suiza SMF (en latón) y por el artesano Locoset Loisir (Artmetal-LSL) (kit de latón para ensamblar)

A escala O: 
- WR doble: Hornby (hojalata)
- WR: Fulgurex (latón)